# Regeringen Aleqa Hammond I
Regeringen Aleqa Hammond I var Grønlands regering fra 5. april 2013 til 5. november 2013. Den var en koalition bestående af Siumut, Atassut og Partii Inuit. Regeringen blev dannet med Aleqa Hammond som formand efter Siumut havde vundet inatsisartutvalget 12. marts 2013. Siumut havde 6 ministre og de to andre parti hver 1.  Det var den første grønlandske regering med en kvinde som regeringsleder.

## Regeringsdannelse
Efter Siumut var blevet det største parti i Grønlands parlament efter valget 12. marts 2013, holdt partiet sonderende samtaler med alle repræsenterede partier den 14. marts 2013, selv om Demokraatit på forhånd havde udelukket et samarbejde. Den 19. marts mislykkedes koalitionsforhandlingerne med Inuit Ataqatigiit. Dagen efter blev samarbejdet mellem Siumut, Atassut og Partii Inuit annonceret, selv om partierne endnu ikke var nået til enighed. Den 26. marts blev koalitionsaftalen endelig underskrevet, og regeringens sammensætning blev annonceret.

## Videre forløb
Aleqa Hammond udnævnte den 11. april 2013 det tidligere socialdemokratiske folketingsmedlem og pressekoordinator i Siumut Julie Rademacher som sin pressechef.
Den 5. november 2013 forlod Partii Inuit koalitionen, og Mette Lynge forlod dermed regeringen. To nye ministre blev udpeget, idet ministeriet blev opdelt i Bolig samt Miljø & Natur. 6. januar 2014 forlod Karl Lyberth regeringen.
Den 1. oktober 2014 valgte partiet Atassut at trække sig fra regeringen, efter flere dages kontroverser med regeringsleder, Aleqa Hammond.

## Ministre
| Portefølje                            | Minister             | Parti        |
| ------------------------------------- | -------------------- | ------------ |
| Regeringsleder                        | Aleqa Hammond        | Siumut       |
| Erhverv og råstoffer                  | Jens-Erik Kirkegaard | Siumut       |
| Finans- og indenrigsanliggender       | Vittus Qujaukitsoq   | Siumut       |
| Fiskeri, fangst og landbrug           | Karl Lyberth         | Siumut       |
| Familie- og justits                   | Martha Lund Olsen    | Siumut       |
| Uddannelses-, kultur- og ligestilling | Nick Nielsen         | Siumut       |
| Sundheds- og infrastruktur            | Steen Lynge          | Atassut      |
| Bolig, natur og miljø                 | Mette Lynge          | Partii Inuit |